# 신좌파당 (프랑스)
신좌파당(프랑스어: Gauche moderne, 약칭 LGM)은 2007년에 창당한 프랑스의 정당이다.
전 사회당 출신 상원의원이자 뮐루즈의 시장이었던 장마리 보켈이 2007년 5월에 프랑수아 피용 내각에 입각하자 이를 지지하며 창당되었다. 에릭 브레송의 진보당과 함께 신좌파당은 니콜라 사르코지를 돕는 좌파연대를 대표하고 있다.
신좌파당은 사회자유주의를 당의 이념으로 내세우고 있으며, 사회적 시장주의를 노선으로 삼는다고 스스로 밝히고 있다.
2008년의 지방선거에서 신좌파당은 40여 명의 지방의원을 당선시켰으며, 보켈은 뮐루즈에서 근소하게 재선되었다. 유럽의회 내에서는 다른 대중운동연합 소속 정당들과 같이 중도 우익 성향의 유럽 국민당에 속하여 활동하고 있다.
신좌파당은 여권 내 리에종 위원회의 회원이기도 하다.

## 같이 보기
- 프랑스의 정당